# Manzanita (plante)
Pour les articles homonymes, voir Manzanita.

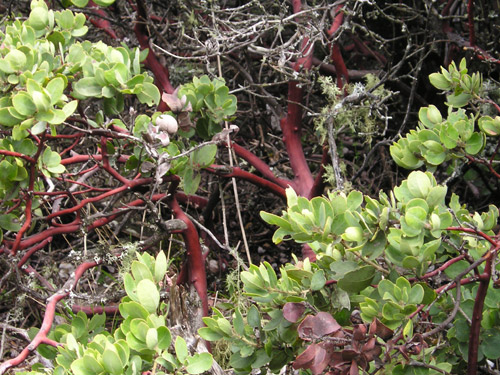
Rameaux de Manzanita.

Manzanita est un nom vernaculaire ambigu désignant diverses espèces de plantes du genre Arctostaphylos (famille des Ericaceae). Il s'agit d'arbustes au feuillage persistant, présents sur la côte ouest de l'Amérique du Nord (Sud-Ouest des États-Unis, nord et centre du Mexique). Il existe 106 variétés de Manzanita dont 95 en Californie.
« Manzanita » est  un terme espagnol signifiant « petite pomme » (diminutif de manzana) en référence à la forme du fruit. Le fruit des manzanitas est en effet une petite baie rouge, comestible, qui évoque une pomme miniature.

## Utilisation

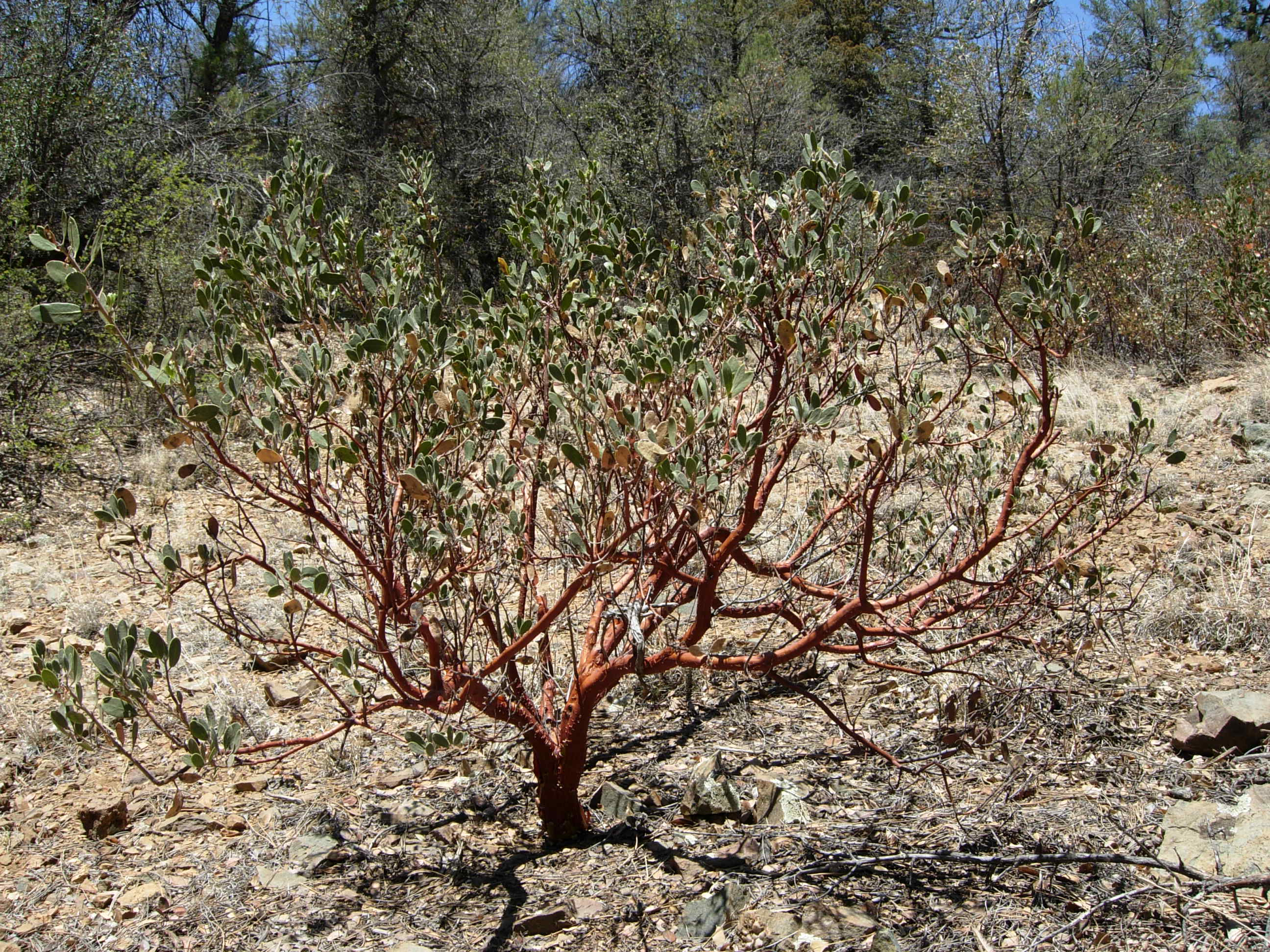
Buisson de Manzanita.

### Médecine
Une tisane préparée avec des baies de manzanita, riches en arbutoside et en tanin, serait indiquée dans le trouble des voies urinaires et pour traiter l'enflure des jambes.

### Art
Le sculpteur anglais David Nash utilise le bois de Manzanita pour réaliser certaines de ses sculptures.